# 奧列什尼亞河 (沃爾斯克拉河支流)
奧列什尼亞河（烏克蘭語：Олешня），是烏克蘭的河流，位於該國東北部，屬於沃爾斯克拉河的支流，發源自阿爾捷莫-拉斯季夫卡西北面，河道全長25公里，支流有布伊梅爾河。